# Коргон-Дёбё
Коргон-Дёбё (кирг. Коргон-Дөбө) — село в Аксыйском районе Джалал-Абадской области Кыргызстана. Входит в состав Ак-Сууского айылного аймака.

## География
Село расположено в южной части области, на берегах реки Шор-Сай (бассейн реки Кара-Суу), на расстоянии приблизительно 27 километров (по прямой) к востоку от города Кербен, административного центра района. Абсолютная высота — 1044 метра над уровнем моря.

## Население
Согласно оценочным данным Национального статистического комитета Кыргызской Республики, численность населения села на начало 2023 года составляла 1575 человек.
| год     | 2009 | 2014 | 2015 | 2020 | 2021 | 2023 |
| ------- | ---- | ---- | ---- | ---- | ---- | ---- |
| человек | 1390 | 1658 | 1590 | 1795 | 1785 | 1575 |